# Дутка Василь Якович
Васи́ль Я́кович Ду́тка (нар. 6 березня 1965, село Миколаївка Бучацького району Тернопільської області) — український художник і педагог. Відмінник освіти України. Член Спілки дизайнерів України, Національної спілки художників України. Заслужений художник України (2019)

## Біографія
Народився 6 березня 1965 року в селі Миколаївка, Бучацького району, Тернопільської області. З 1981-19185 року навчався в Косівському технікумі народних художніх промислів ім. В. Касіяна на відділі художньої кераміки. З 1987-1993 рік навчався у Львівському державному інституті прикладного та декоративного мистецтва. Викладачі за фахом: В. Бойчук, А. Калитко, М. Солтис, І. Андрейканіч, І. Франк, В. Черкасов, Ю. Дворник. Освіта: Львівський державний інститут прикладного та декоративного мистецтва (1993), аспірантура Львівської національної академії мистецтв (2012). Член спілки дизайнерів України (2002), член Національної Спілки художників України (2007р.) Заслужений діяч культури Польщі (2015). Заслужений художник України (2019), Доцент кафедри образотворчого мистецтва у Косівському інституті прикладного та декоративного мистецтва Львівської національної академії мистецтв.
Нагороди: Медаль «Відмінник освіти України» (2002), медаль «Лауреат премії ім. Тетяни Яблонської» (2017), срібний значок «Львівська національна академія мистецтв» (2017), відзнака «За заслуги у розвитку культури та духовності Косівщини» (2019), всесвітній орден "Культурна дипломатія" (2022). Переможець міжнародного конкурсу на виконання пам’ятника Яну Іґнацію Падеревському в Польщі (2012). Дослідник тематики Гуцульщини в європейському мистецтві та ï значення для формування національної школи малярства. Художник активно впроваджує отримані результати наукової діяльності у своїй творчості, про що свідчать його монументальні твори: «Космацьке весілля», «Водохрестя в Криворівні», «Вертеп», « Весілля взимку», «Плотогони», «Миють вовну» та ін. Учасник багатьох Всеукраїнських виставок.  
Персональні виставки за кордоном: Польща (м. Рибнік, 2015), Франція (м. Рівезальте, 2016), Великобританія (м. Лондон, 2017), Польща (м. Варшава, 2023). Автор пам’ятника композиторові та політичному діячеві ІІ Речі Посполитої Польщі Я. І. Падеревському в м. Лохув (Польща, 2012р.), меморіальної дошки останньому польському президентові в екзилі Р. Качуровському в м. Пултуськ (Польща, 2013р.), меморіальної таблиці С. В. Фреліховському в м. Дахау (Німеччина, 2013р.), пам’ятного знаку С. В. Фреліховському в м. Хелм (Польща, 2013р.), рельєфного зображення Фридеріка Шопена в м. Болтон США, 2015р.), пам'ятника Іоану Павлу ІІ в Туліґловах (Польща, 2019), пам'ятника "Кожному поколінню своя війна" для 10-ї окремої гірсько-штурмової бригади ( м. Коломия, 2018), пам'ятника І. Пелипейку (м. Косів, 2021р.).